# Igreja do Tirol
A Capela do Divino Espírito Santo, mais conhecida como Igreja do Tirol, é uma igreja que mistura elementos neogóticos e neorromânicos no município de Santa Leopoldina, no Espírito Santo. Foi construída entre 1888 e 1898 por missionários da Missão Steyl, também conhecida como Sociedade do Verbo Divino, no Tirol, a primeira comunidade católica do município.

## História
Religiosos da Sociedade do Verbo Divino estavam de passagem pelo Espírito Santo a caminho da Argentina, quando souberam que a comunidade formada por imigrantes católicos na colônia de Santa Leopoldina necessitava de ajuda. Auxiliaram na construção do projeto da capela, que, estima-se, havia sido desenhado quando os imigrantes chegaram à localidade, por volta do ano de 1860.
Quando da conclusão da capela, a mesma foi elevada à condição de matriz provisória da paróquia da localidade então conhecida como Cachoeiro de Santa Leopoldina. E manteve tal designação até o ano de 1911, quando iniciou-se a construção da atual Igreja Sagrada Família, na sede do município.

## Arquitetura
A pequena igreja foi construída com elementos estilísticos que remetem ao neogótico e ao neorromânico, num período em que o Ecletismo estava no seu auge na Europa. A grande porta da fachada principal tem verga em arco pleno sobreposta por uma rosácea. Nas fachadas laterais, veem-se janelas em arco pleno e as rosáceas menores das capelas secundárias. A torre sineira pontiaguda é um volume independente do corpo principal, localizada aos fundos da edificação, ao lado direito do altar-mor, coberta por telhas de zinco. Já o corpo principal da capela atualmente é coberto com telhas francesas, que substituíram a cobertura original em telhas de ardósia.
A Capela apresenta nave única com planta retangular, com um pequeno altar lateral de cada lado. Tem forro abobadado em madeira e piso em ladrilho hidráulico.
O altar-mor em arco pleno monumental tem acabamento em madeira e é adornado por pano pintado e pregado no forro. Guarda várias imagens provindas da Europa e de canteiros locais. A igreja conta também com órgão alemão do final do séc. XIX, e púlpito e coro em madeira.
Ao lado da igreja, se localiza a Casa Paroquial do Tirol, também tombada pelo Estado. As duas edificações compõem um conjunto arquitetônico de características próprias dessa comunidade, que tem origem tirolesa (da região austríaca do Tirol).